# Amir Ashour
Amir Ashour (* 1990 in Bagdad) ist ein irakischer LGBT-Aktivist und Gründer von IraQueer, Iraks erster LGBT-Organisation.

## Leben
Ashour wurde in Bagdad als Sohn eines arabischen Vaters und einer kurdischen Mutter geboren und wuchs in Sulaymaniyah in Irakisch-Kurdistan auf. 
Er hat einen Bachelor-Abschluss in Agrarwissenschaften von der Universität Sulaimaniya und einen Master-Abschluss in Menschenrechten von der Columbia University. Seit 2021 studiert er Rechtswissenschaften an der Universität Harvard.

## Aktivismus
Ashour begann ehrenamtlich für Organisationen zu arbeiten, die sich für Frauenrechte und LGBT-Personen einsetzten. Wegen seines Aktivismus wurde er mehrmals misshandelt, verhaftet und staatlich beobachtet. Als er Drohungen gegen seine Angehörigen erhielt, traf er Ende 2014 auf einer Arbeitsreise in Schweden die Entscheidung, nicht nach Hause zurückzukehren. Schweden gewährte ihm Schutz als politischer Flüchtling. Seitdem lebt er in Malmö.
2015 gründete Ashour aus dem Exil die LGBT-Organisation IraQueer, die erste irakische LGBT-Organisation. Innerhalb weniger Monate erregte Ashour mit der Gründung von IraQueer weltweites Medieninteresse und wurde als „Iraks einziger LGBT-Aktivist“ bekannt. Aus Sicherheitsgründen sind die Mitarbeiter gezwungen, die Arbeiten größtenteils anonym zu leisten.
Ashour kritisiert, dass die Medien queerfeindliche Angriffe im Irak mit dem Islamischen Staat in Verbindung bringen. Er erklärt, dass die Queerfeindlichkeit schon seit Jahrzehnten verbreitet und in der arabischen Kultur tief verwurzelt sei. Er forderte die Einführung neutraler und respektvoller Bezeichnungen für LGBT-Personen auf Arabisch und Kurdisch und wies darauf hin, dass die gegenwärtigen sprachlichen Bezeichnungen in diesen Sprachen oft beleidigend seien.
Im Jahr 2022 kritisierte Ashour die von der irakischen Regierung vorgeschlagene Gesetzgebung, die Homosexualität im Land verbieten würde, weil damit die Ermordung von LGBT-Personen legalisiert würde. Ashour kritisierte zudem den Einfluss irakischer Politiker wie Muqtada al-Sadr, der behauptet hatte, dass Affenpocken eine Folge homosexuellen Verhaltens seien. Er beschuldigte die Regierung, öffentliche Kampagnen gegen Homosexualität zu starten, um die Diskussion über die wirklichen Probleme des Irak, wie Arbeitslosigkeit und Korruption, zu vermeiden.

## Auszeichnungen
Er wurde für den Raoul Wallenberg Academy Prize und den David Kato Voice and Vision Award nominiert. 2021 gewann Ashour bei den MTV Europe Music Awards den Generation Change Award. Im Jahr 2022 wurde Ashour mit dem Gay Times Honour for International Community Trailblazer ausgezeichnet.